# Knut (namn)
För andra betydelser, se Knut (olika betydelser).
Knut är ett mansnamn med nordiskt ursprung. Vanligtvis tolkas dess betydelse som identiskt med det moderna ordet knut (underförstått den som knyter band mellan människor). Ibland anges betydelsen vara 'den käcke' eller 'den frimodige' efter ett forntyskt namn.. Namnet har förekommit som kunganamn både i Sverige och Danmark. Knud är den danska formen, Knútur den isländska.
I den finlandssvenska namnsdagslängden har Knut namnsdag 13 januari sedan 1929, då en egen namnsdagskalender togs i bruk för finlandssvenskar.

## Sverige
Namnet var populärt kring förra sekelskiftet, användes mer sällan under senare delen av 1900-talet, men trenden[när?] verkar vara uppåtgående. Den 31 december 2005 fanns det totalt 17 599 personer i Sverige med namnet, varav 8 477 med det som tilltalsnamn. Det fanns samtidigt också 50 kvinnor som hette Knut, och 13 personer hade det som efternamn. År 2003 fick 99 pojkar namnet, varav 12 fick det som tilltalsnamn.
Knuts namnsdag firas 13 januari sedan slutet av 1600-talet. Eftersom det är tjugo dagar efter julafton kallas dagen tjugondedag Knut och det är traditionellt dagen som julpyntningen tas ner. Namnsdagsvalet har sitt ursprung i katolskt firande, kanske till minne av danske kungen Knut den helige och möjligen för att hans reliker placerades Odense domkyrka det datumet 1095. Det kan också bero på att firandet kopplats samman med danske fursten och helgonet Knut Lavard vars helgondag var 7 januari.

## Personer med namnet Knut

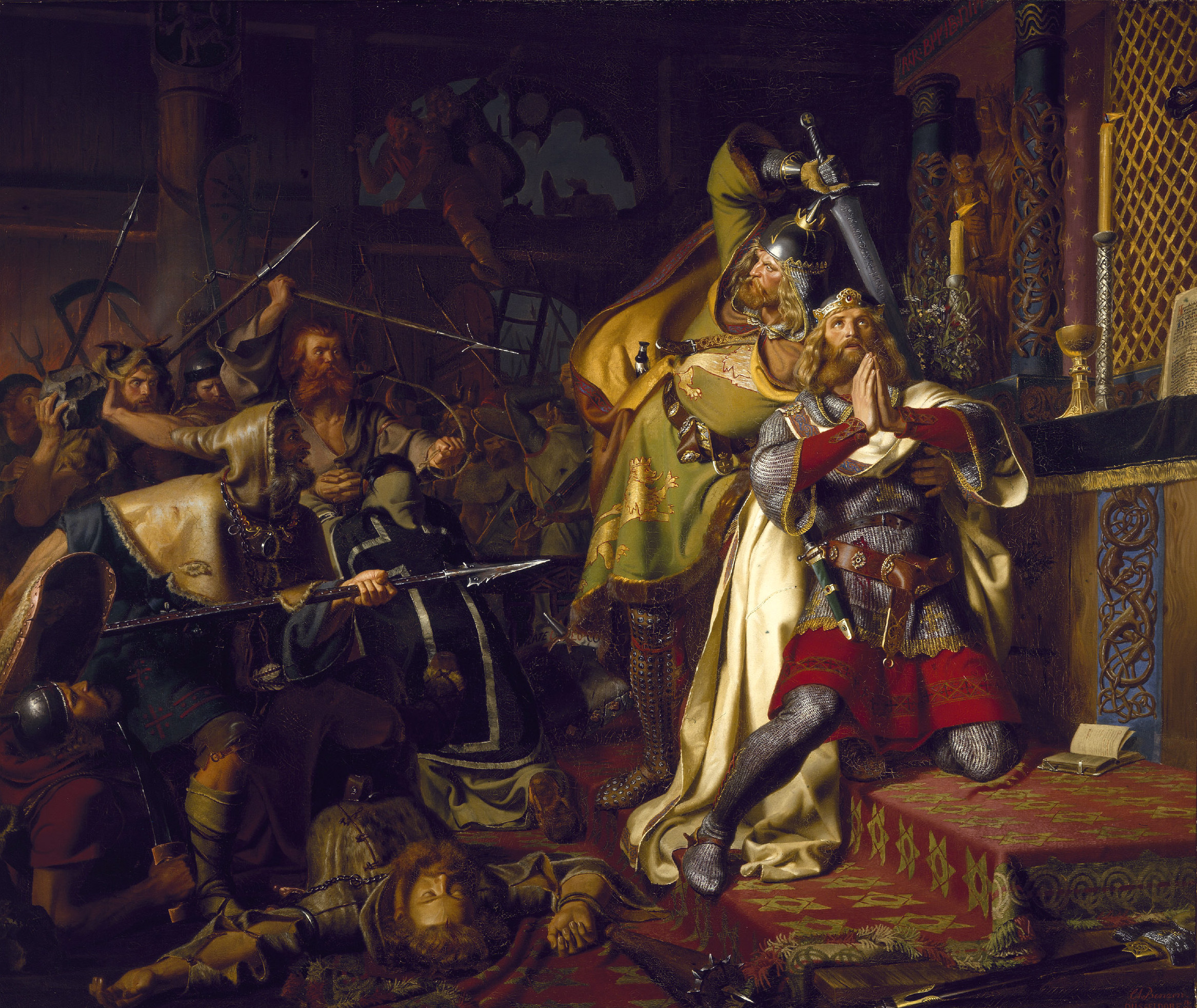
Knut den helige.

- Knut, även kallas Gnupa, dansk kung 934.
- Knut Eriksson, svensk kung (1100-talet)
- Knut Långe, svensk kung 1229–1234, kallad Långe
- Knut, svensk prins (1100-talet, död ung), son till prins Johan Sverkersson d. ä.[4]
- Knut, svensk prins död 1205, son till kung Knut I
- Knut I, dansk kung 900-talet, kallad Hardeknut (den hårde)
- Knut den store, dansk kung 1018, engelsk 1016 och norsk 1028
- Hardeknut, dansk kung 1035, engelsk 1040
- Knut den helige, dansk kung 1080
- Knut V, dansk kung 1146
- Knut VI, dansk kung 1182
- Knut, dansk prins 1096, kallad Lavard
- Knut, dansk prins (1451–1455), son till Kristian I
- Knut Porse, halländsk (då dansk) hertig (d. 1330)
- Knut Porse den yngre, halländsk (då dansk) hertig (d. 1350)
- Prins Knud av Danmark, dansk arvprins
- Knut Birgersson (Bjälboätten), jarl
- Knut Bryniolfsson (Bengt Hafridssons ätt), riddare, riksråd och riksmarsk (känd 1322, död 1333?)
- Knut Jonsson (Aspenäsätten),  riddare, riksråd och drots, lagman i Östergötland
- Knut Mikaelsson "Mäster Knut" (död 1527), upprorsledare
- Knut Agnred, revyartist, sångare och komiker
- Knut Ahnlund, litteraturvetare, ledamot av Svenska Akademien
- Knut Bonde (Tordsson), riddare
- Knut Brodin, kompositör, visforskare, musikdirektör och musiker
- Knut Faldbakken, norsk författare
- Knut Frænkel, ingenjör och upptäcktsresande
- Knut Fredriksson, spjutkastare
- Knut Fridell, brottare, OS-guld 1936
- Knut Hamsun, norsk författare och nobelpristagare
- Knut Holman, norsk kanotist
- Knut Håkanson, tonsättare
- Knut Johannesen, ("Kuppern"), norsk skrinnare
- Knut Kjellberg, läkare, professor, nykterhetsman och politiker
- Knut Knutson, antikvitetsexpert
- Knud Kristensen, dansk politiker, statsminister 1945–1947
- Knut Lindberg ("Knatten"), sprinter och spjutkastare
- Knut Magnusson (Bjälboätten), folkunge, storman i Västergötland
- Knut Nordahl, fotbollsspelare, olympisk guldmedaljör 1948, VM-brons 1950
- Knut Norman, målare
- Knut Nystedt, norsk tonsättare
- Knut Petersson, politiker (Fp) och journalist
- Knut R. Stanler, militär och företagsledare
- Knut Ståhlberg, journalist och författare
- Knut Fredrik Söderwall, ledamot av Svenska Akademien
- Knut Torell, gymnast, OS-guld 1912
- Knut Agathon Wallenberg, bankman, politiker och filantrop
- Knut Wicksell, nationalekonom och politisk aktivist
- Knut Ångström, fysiker

## Djur med namnet Knut
- Knut (isbjörn), en isbjörn i en tysk djurpark